# Peter Medak
Peter Medak (născut Medák Péter; n. 23 decembrie 1937, Budapesta, Regatul Ungariei) este un regizor de film și de televiziune de origine maghiară, cunoscut ca autor al unor producții artistice britanice și americane.

## Tinerețe
S-a născut la Budapesta (Ungaria) ca fiu al producătorului de articole textile Gyula Medak și al soției sale, Elisabeth (născută Diamounstein). Părinții lui erau evrei. În 1956, a fugit din țara natală și s-a stabilit în Marea Britanie, în contextul Revoluției din Ungaria. Acolo a început o carieră în industria filmului, fiind mai întâi ca stagiar și ajungând în cele din urmă regizor de film.

## Carieră
Medak a fost angajat să regizeze filme de televiziune pentru MCA Universal Pictures în 1963. Patru ani mai târziu, în 1967, a semnat un contract cu compania Paramount Pictures pentru a realiza filme de cinema. Primul film de cinema pe care l-a regizat a fost Negatives (1968).
Filmele sale cele mai cunoscute sunt The Ruling Class (1972), The Changeling (1980), The Krays (1990) și Let Him Have It (1991).
Medak a regizat, de asemenea, o serie de filme de televiziune și episoade ale unor seriale de televiziune, printre care The Feast of All Saints (miniserial), Homicide: Life on the Street, The Wire și Carnivàle.

## Viața personală
Căsătoria lui cu prima sa soție, Katherine LaKermance, cu care a avut doi copii, s-a încheiat odată cu moartea acesteia la Londra, în 1972. Medak a mai avut doi copii cu cea de-a doua soție, actrița britanică Carolyn Seymour⁠(d), de care a divorțat ulterior. A treia soție a lui Medak a fost cântăreața de operă Julia Migenes⁠(d); căsătoria lor a durat din 1988 până în 2003.

## Filmografie parțială
- Negatives (1968)
- A Day in the Death of Joe Egg⁠(d) (1972)
- The Ruling Class⁠(d) (1972)
- The Third Girl From the Left⁠(d) (1973)
- Ghost in the Noonday Sun⁠(d) (1974)
- The Odd Job⁠(d) (1978)
- The Changeling (1980)
- The Babysitter (1980)
- Zorro, The Gay Blade⁠(d) (1981)
- Cry for the Strangers⁠(d) (1982)
- Hart to Hart⁠(d) (1982)
- Faerie Tale Theatre (1984)
  - Episodul 3.03 „Pinocchio”
  - Episodul 3.05 „Snow White and the Seven Dwarves”
  - Episodul 4.02 „The Snow Queen”
  - Episodul 4.07 „The Emperor's New Clothes”
  - Episodul 6.03 „The Dancing Princesses⁠(d)”
- Zona crepusculară (1985)
  - Episodul 1.09 „Dead Woman's Shoes⁠(d)”
- The Men's Club⁠(d) (1986)
- The Metamorphosis, a Study: Nabokov on Kafka (1989)
- The Krays⁠(d) (1990)
- Let Him Have It⁠(d) (1991)
- Romeo Is Bleeding⁠(d) (1993)
- Pontiac Moon⁠(d) (1994)
- The Hunchback (1997)
- 1998 Specii II (Species II)
- David Copperfield (2000)
- The Feast of All Saints (2001) (miniserial TV)
- Masters of Horror (2007)
  - Episodul „The Washingtonians⁠(d)”
- The Wire (2002):
  - Episodul 1.03 „The Buys⁠(d)”[7][8]
- Carnivàle (2003)
  - Episodul 1.04 „Black Blizzard”[11]
- Doctor House (2004)
  - Episodul 1.6 „The Socratic Method⁠(d)”
- Sex and Lies in Sin City⁠(d) (2008)
- Breaking Bad (2009)
  - Episodul 2.06 „Peekaboo"
- Hannibal (2013)
  - Episodul 1.04 „Œuf”
  - Episodul 2.03 „Hassun”
- Dating Game Killer⁠(d) (2017)
- The Ghost of Peter Sellers⁠(d) (2018)